# Василаке, Чиприан
Чиприан Василаке (рум. Ciprian Vasilache; 14 сентября 1983, Бая-Маре) — румынский футболист, полузащитник.

## Биография
Футбольную карьеру начал в клубе «Глория», из которого в начале 2004 года перешёл в «Рапид» (Бухарест). Однако сразу закрепиться в составе столичного гранда не смог и вторую половину 2004 провёл на правах аренды в «Глории».
В начале 2005 года вернулся в «Рапид», с которым 2006 выиграл Кубок Румынии и стал серебряным призёром чемпионата Румынии.
В январе 2007 года перешёл в «Пандурий», где провёл три года, после чего выступал за «Чахлэул». В 2010—2012 годах играл за «Тыргу-Муреш», после чего недолго защищал цвета «Газ Метана» и «Бихора».
Летом 2013 года на правах свободного агента подписал контракт по схеме 1+1 с полтавской «Ворсклой», став вторым румыном в истории команды после Каталина Ликиою. По полтавчан дебютировал 21 июля 2013 в матче чемпионата Украины против «Черноморца» (1:1), отыграв 76 минут, после чего был заменен на Евгения Будника.

## Достижения
- Обладатель Кубка Румынии: 2005/06
- Серебряный призёр чемпионата Румынии: 2005/06